# خوجة إبراهيم باشا
خوجة إبراهيم باشا (بالتركية: Hoca İbrahim Paşa)‏ كان الصدر الأعظم للدولة العثمانية في الفترة ما بين 6 أبريل 1713 حتى 7 أبريل 1713.  تولى منصب قبطان باشا البحرية العثمانية (أدميرال). 

## أنظر أيضا
- قائمة قباطين البحر العثمانيين.
- قائمة الصدور العظام للدولة العثمانية